# دوازدهمین دوره جشنواره بین‌المللی فیلم فجر
دوازدهمین دوره جشنواره فیلم فجر در بهمن ۱۳۷۲ در تهران برگزار شد.

## برگزیدگان

### سیمرغ بلورین
دیپلم افتخار بهترین بازیگر خردسال: امیر اسماعیلی (پایان کودکی)
- کاندیدای بهترین پوستر (اعلان دیواری): ابراهیم حقیقی (یک مرد یک خرس)

| سیمرغ بلورین بهترین فیلم | سیمرغ بلورین بهترین کارگردانی |
| --- | --- |
| - هیچ فیلمی معرفی نشد | - محمد بزرگ‌نیا – جنگ نفت کش‌ها - حسن هدایت – چشم شیطان - ابراهیم حاتمی کیا - خاکستر سبز - جمال شورجه - حماسه مجنون - حسینعلی لیالستانی - بلندی‌ها صفر |
| سیمرغ بلورین بهترین بازیگر نقش اول مرد | سیمرغ بلورین بهترین بازیگر نقش اول زن |
| - عزت‌الله انتظامی – روز فرشته - مجید مظفری – جنگ نفت‌کش‌ها - علیرضا خمسه – چشم شیطان - رضا ایرانمنش - سجاده آتش - مهدی هاشمی - همسر - شاهرخ غیاثی - بلندی‌های صفر                   | - فاطمه معتمدآریا – همسر - پروین دخت یزدانیان - نان و شعر (دیپلم افتخار) - زلاتا پلوشکا - خاکستر سبز - گلچهره سجادیه - هبوط                         |
| بهترین بازیگر نقش دوم مرد | بهترین بازیگر نقش دوم زن |
| - جعفر دهقان – حماسه مجنون - مهدی فخیم زاده - تاواریش - پیمان شریعتی - آخرین شناسایی - اصغر نقی‌زاده - خاکستر سبز                                                                 | - نیکو خردمند – بازیچه - شیرین بینا - تیک تاک - سودابه آقاجانیان - جای امن - آسیه کلانی - نان و شعر                                                 |
| سیمرغ بلورین بهترین فیلمنامه | سیمرغ بلورین بهترین موسیقی متن |
| - تیک تاک – هوشنگ مرادی کرمانی، محمدعلی طالبی - آخرین شناسایی - بهزاد بهزادپور - پایان کودکی - علی اکبر قاضی نظام - همسر - مهدی فخیم زاده - جنگ نفتکش‌ها - محمد بزرگ نیا          | - بلندی‌های صفر، چشم شیطان – ناصر چشم‌آذر - حماسه مجنون – محمدرضا علیقلی - روز فرشته - بابک بیات - خاکستر سبز - پل هرتل (دیپلم افتخار)                |
| بهترین صداگذاری | بهترین صدابرداری |
| - حماسه مجنون – بهروز شهامت - چشم شیطان – رضا اردلان - بلندی‌های صفر - محمدرضا دلپاک - جنگ نفتکش‌ها - اسحاق خانزادی - دمرل - رضا اردلان                                            | - همسر – بهمن حیدری - نان و شعر و تیک تاک - محمود سماک باشی - خاکستر سبز - محسن روشن - پایان کودکی - اصغر شاهوردی                                   |
| بهترین طراحی صحنه و لباس | سیمرغ بلورین بهترین فیلم‌برداری |
| - بلندی‌های صفر – ملک جهان خزاعی - سجاده آتش و آخرین شناسایی - پرویز شیخ طادی - هبوط - خسرو خورشیدی - خاکستر سبز - توماس بری و لوباریا ریاب کووا                                  | - چشم شیطان – حسن پویا - حماسه مجنون - محمود درمنش - همسر - محمود کلاری - بلندی‌های صفر - تورج منصوری - تیک تاک – فرهاد صبا                          |
| بهترین چهره‌پردازی | سیمرغ بلورین بهترین جلوه‌های ویژه |
| - بلندی‌های صفر – عبدالله اسکندری و مهران روحانی - چشم شیطان – مهرداد میرکیانی و ثریا خرمی - دمرل - مسعود ولدبیگی - عبدالله اسکندری - روز فرشته - آخرین شناسایی - فریدون کشن فلاح | - سجاده آتش – محسن روزبهانی - چشم شیطان – عباس شوقی - حماسه مجنون - محمدرضا شرف الدین - آخرین شناسایی - محسن روزبهانی - جنگ نفتکش‌ها - نجف فتاحی     |
| سیمرغ بلورین بهترین تدوین | جایزه ویژه هیئت داوران |
| - چشم شیطان – حسین زندباف - سجاده آتش - مهرزاد مینویی - جنگ نفتکش‌ها - عباس گنجوی - آخرین شناسایی - بهزاد بهزادپور - حماسه مجنون - روح‌الله امامی                                  | - جایزه ویژه هیئت داوران: حماسه مجنون (جمال شورجه) - جایزه ویژه هیئت داوران: تیک تاک (محمدعلی طالبی) - دیپلم افتخار: آخرین شناسایی (علی شاه حاتمی)  |